# Calcoalumita
La calcoalumita és un mineral de la classe dels sulfats que pertany i dona nom al grup de la calcoalumita. El seu nom fa al·lusió als elements que la formen: "calc-" prové del terme grec pel coure i "alum-" fa referència a l'alumini.

## Característiques
La calcoalumita és un sulfat de fórmula química CuAl₄(SO₄)(OH)₁₂(H₂O)₃. Cristal·litza en el sistema monoclínic en cristalls tabulars enantiomorfs prims amb {100} exhibint un contorn triangular equilàter, de fins a 0,5 mm; també com a agregats esfèrics de cristalls; més comunament forma crostes botrioidals que poden ser de fibroses a massives. La seva duresa a l'escala de Mohs és 2,5.
Segons la classificació de Nickel-Strunz, la calcoalumita pertany a «07.D - Sulfats (selenats, etc.) amb anions addicionals, amb H₂O, amb cations de mida mitjana només; plans d'octaedres que comparteixen vores» juntament amb els següents minerals: felsőbanyaïta, langita, posnjakita, wroewolfeïta, spangolita, ktenasita, christelita, campigliaïta, devil·lina, ortoserpierita, serpierita, niedermayrita, edwardsita, carrboydita, glaucocerinita, honessita, hidrohonessita, motukoreaita, mountkeithita, shigaïta, wermlandita, woodwardita, zincaluminita, hidrowoodwardita, zincowoodwardita, natroglaucocerinita, nikischerita, lawsonbauerita, torreyita, mooreïta, namuwita, bechererita, ramsbeckita, vonbezingita, redgillita, nickelalumita, kyrgyzstanita, guarinoïta, schulenbergita, theresemagnanita, UM1992-30-SO:CCuHZn i montetrisaïta.

## Formació i jaciments
La calcoalumita és un mineral secundari rar que apareix en les parts oxidades dels dipòsits de coure.
La calcoalumita ha estat trobada sobretot a l'Amèrica del Nord i Europa, territoris que sumen 56 dels 65 jaciments que han estat descrits. Als Estats Units cal destacar els jaciments trobats a Arizona, Nevada i Utah. A Europa se n'han trobat jaciments a Alemanya, Bèlgica, Bulgària, Eslovàquia, França, Grècia, Itàlia, Polònia, Romania, el Regne Unit, la República Txeca, Suècia i Suïssa. A Catalunya hi ha un jaciment a la mina i pedrera Berta situada entre Sant Cugat del Vallès i El Papiol.
Sol trobar-se associada a altres minerals com: cuprita, malaquita, atzurita, goetita, mbobomkulita i hidrombobomkulita.